# Cine soviético

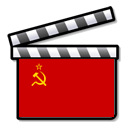
Imagen ilustrativa de una claqueta con la bandera de la Unión Soviética.

El cine soviético comprende el arte del cine y películas creativas realizadas entre 1922 y 1991 en la Unión Soviética. También, en sentido estricto, es el nombre que suele darse a la corriente vanguardista integrada por artistas como Serguéi Eisenstein, Lev Kuleshov, Vsévolod Pudovkin y Dziga Vértov.

## Historia

### Orígenes: Rusia prerrevolucionaria

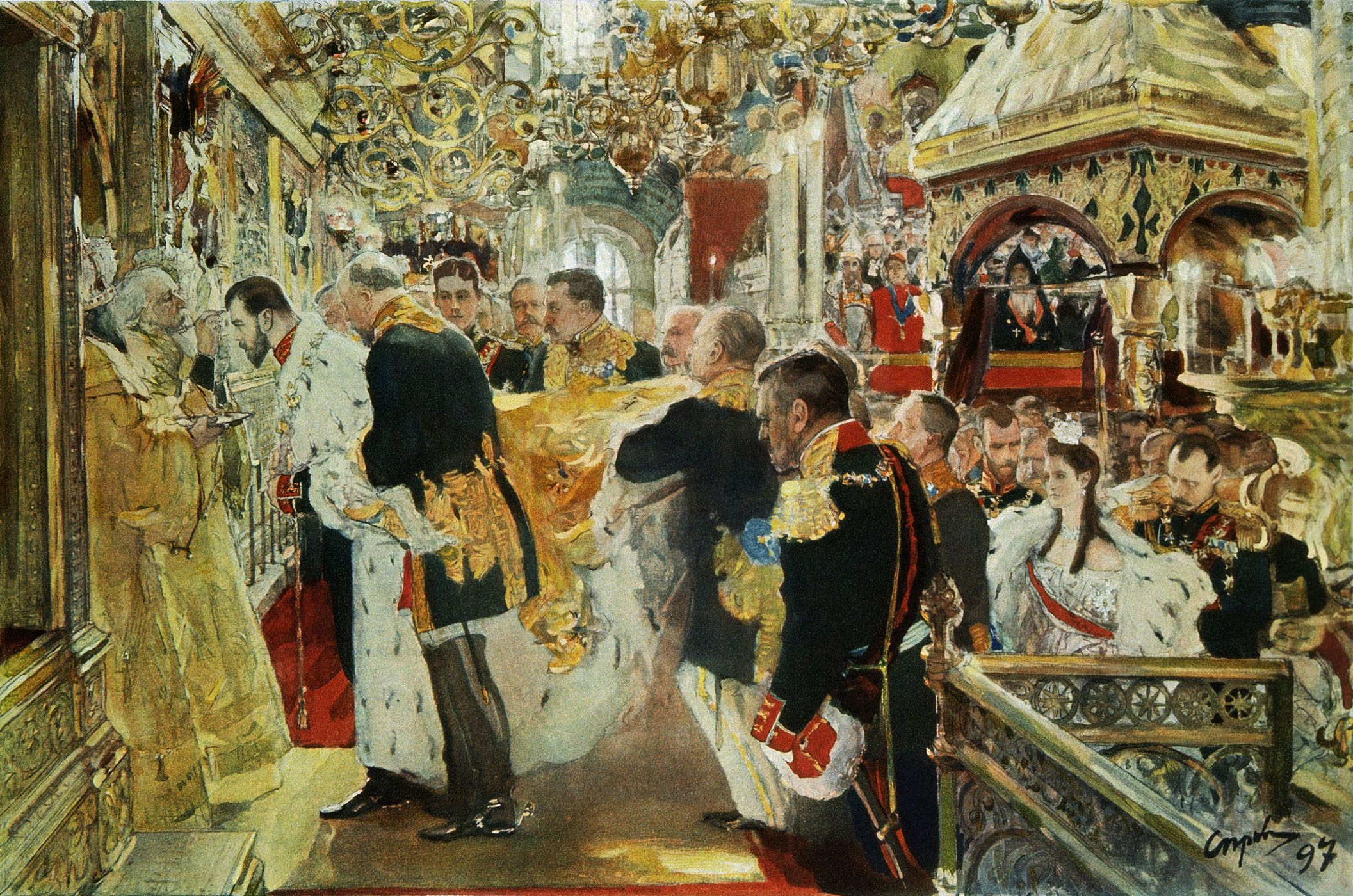
Unción de Nicolás II y de Alejandra Románova como zar y zarina de Toda Rusia en la Catedral de la Dormición, de Moscú. Acuarela de Valentín Serov. 1896.

El cinematógrafo llegó a la vieja Rusia de los zares ya en 1896, para que se rodase la coronación de Nicolás II, que tendría lugar el 26 de mayo. Pero el afianzamiento del cinematógrafo como espectáculo sería lento y trabajoso, pues era visto con desconfianza por las autoridades.
La producción cinematográfica en la Rusia precomunista tendría mucha influencia de las películas de Pathé. 
Los cineastas más destacables de esa época son: 
- Yevgueni Bauer (Евгений Бауэр, 1865 - 1917), cuyas comedias de un cierto contenido sexual influirían en la obra de Mauritz Stiller, que a su vez influiría en la de Ernst Lubitsch.

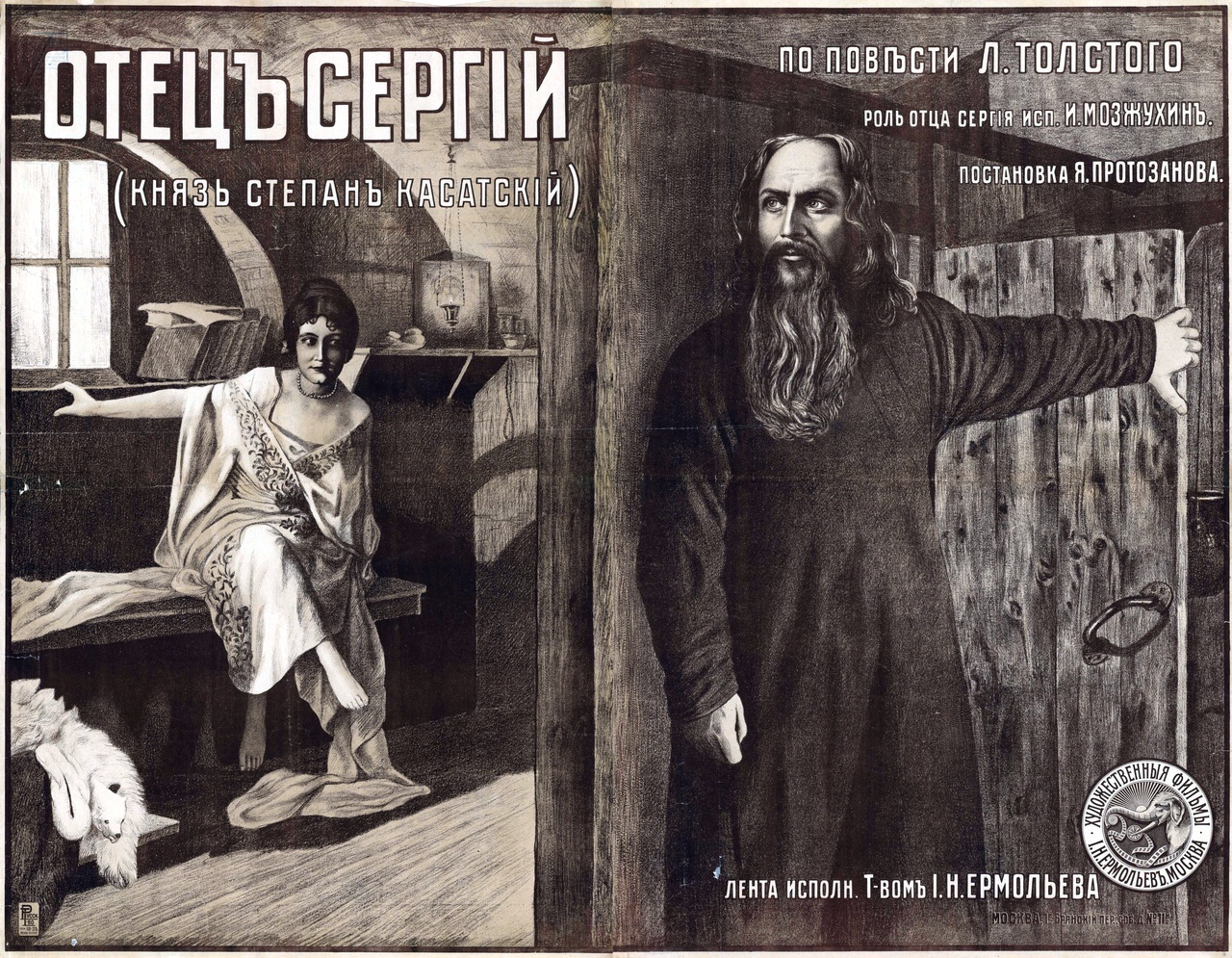
Cartel de la película El padre Sergui. 1918.

- Yákov Protazánov, que hizo avances muy destacables en el uso de la luz y en el de la profundidad de la imagen, y que en 1917, antes de la revolución, dirigiría la película El padre Sergui, una adaptación de la novela homónima de Tolstói que ya prefiguraba las temáticas del cine soviético revolucionario.

### La Rusia socialista
Tras la revolución de 1917, a Lenin no se le escapaba la enorme trascendencia social del cine, y afirmó: “De todas las artes, el cine es para nosotros la más importante”. Hay que tener en cuenta que casi el 80% de la población rusa era analfabeta en esa época, por lo que el cine se convertiría, junto con la radio, en el medio de comunicación más eficaz para la formación de las masas. El gobierno revolucionario ruso nacionalizaría la industria del cine, y crearía una Escuela de cine destinada a formar a los técnicos y a los artistas, y éstos llevarían al cine soviético a las más altas cotas de maestría vistas hasta entonces.
La transición entre el cine del período zarista y el nuevo cine ruso fue lenta y pausada. La guerra civil, que duró desde 1917 hasta 1921, supuso un freno al progreso y al arraigo del nuevo cine, pero serviría de práctica a los realizadores, quienes, con sus cámaras, grabarían desde el frente los primeros documentales. Este nuevo cine pronto tendría ocasión de demostrar todo su vigor y su propia personalidad gracias a la obra de algunos de sus creadores.

### Ideas del cine soviético revolucionario
El ideario del cine soviético pasa por la máxima "Un cine revolucionario para la revolución". El ideal bolchevique era mostrar al mundo el triunfo de la Revolución, y para eso no se conformaban con mostrar lo que estaba sucediendo en la URSS, sino que creían necesario mostrarlo de un modo revolucionario. 

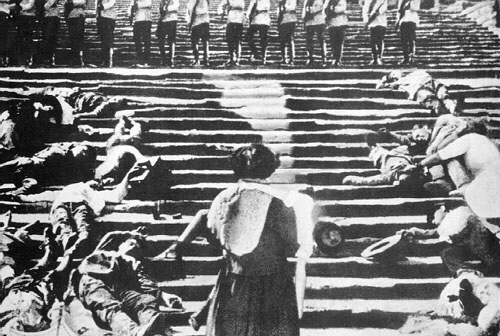
El acorazado Potemkin.

Así, la vanguardia soviética aplica los principios bolcheviques no sólo en sus contenidos, sino también en sus formas. La ausencia de protagonistas y el montaje intelectual y de atracciones en películas como El acorazado Potemkin, de Serguéi Eisenstein,  y Octubre, de Serguéi Eisenstein y Grigori Aleksándrov son muestras claras de ello.
La segunda máxima del cine soviético era "La experimentación como sistema". Por primera vez, la producción de un país se encontraba nacionalizada, y las autoridades soviéticas ponían como requisito para la producción cinematográfica un cierto grado de experimentación, para construir un estado revolucionario en todos los aspectos, también en el artístico. A consecuencia de ello, en el ámbito de la nueva arte visual, la Unión Soviética fue una fábrica constante de ideas innovadoras y de teorías cinematográficas. El montaje como única herramienta exclusivamente cinematográfica, montaje intelectual y de atracciones, los Cine-Ojo y Cine-Verdad (Киноправда) de Dziga Vértov, la investigación del límite entre ficción y documental, el cine como instrumento de propaganda... todos ellos fueron producto de la "Experimentación como sistema".

### Pudovkin y el manifiesto
Los maestros del cine soviético publicaron en 1928 un manifiesto, firmado por Eisenstein y Pudovkin entre otros, señalando el peligro de que la palabra y los diálogos esclavizasen la libertad creadora del montaje. Por ello, proponían como solución el empleo antinaturalista y asincrónico del sonido. Sin embargo, Pudovkin acabaría aceptando el sonido sincrónico (y tras él los demás directores soviéticos), pero se resistía a admitir la decadencia del montaje. Entre sus películas sonoras, en las que pretendía desarrollar su teoría contrapuntística del sonido en el cine, por oposición a un empleo naturalista de este elemento expresivo, figuran El desertor (Дезертир, 1933) y El almirante Najímov (Адмирал Нахимов, 1946). Pudovkin continuaría con su labor investigadora y docente hasta su muerte en 1953.

### Alcance mundial
En definitiva, el nuevo cine soviético produjo en la teoría y en la práctica cinematográficas una verdadera revolución expresiva de alcance mundial, sobre todo por el implacable realismo de sus imágenes y por el magistral empleo del montaje. Este cine supuso una nueva forma de expresión, una nueva estética. Con la escuela soviética, se incorporó al cine el drama coral de las multitudes.
Se considera que la vanguardia soviética se deshizo hacia el año 1927, momento en que daría paso al realismo soviético impulsado por el gobierno de Iósif Stalin.

## Directores
La siguiente es una lista de los directores soviéticos más notables:
| - Grigori Aleksándrov - Serguéi Bondarchuk - Aleksandr Dovzhenko - Serguéi Eisenstein - Marlén Jutsíev - Grigori Kózintsev - Lev Kuleshov - Serguéi Paradzhánov - Yákov Protazánov - Vsévolod Pudovkin - Iván Pýriev - Mijaíl Romm - Esfir Shub - Andréi Tarkovski - Leonid Trauberg - Dziga Vértov - Serguéi Yutkévich | Otras personalidades: - Grigori Chujrái - Mijaíl Kalatózov - Tengiz Abuladze - Alekséi Guerman - Kira Murátova - Aleksandr Sokúrov - Andréi Konchalovski - Nikita Mijalkov - Elem Klímov - Larisa Shepitko - Eldar Riazánov - Leonid Gaidái - Gueorgui Danéliya - Mijeíl Chiaureli |

## Estudios de cine
| - Armenfilm - Azerbaijanfilm - Belarusfilm - Georgiafilm - Gorky Film Studio - Gruziya-film - Kazakhfilm - Kyivnaukfilm | - Kirgizfilm - Lenfilm - Lithuanian Film Studio - Moldova-Film - Mosfilm - Dovzhenko Film Studios - Odessa Cinema Studio - Pilot | - Rīgas kinostudija - Soyuzmultfilm - Sverdlovsk Film Studio - Tadjikfilm - Tallinnfilm - Turkmenfilm - Uzbekfilm - Yalta Film Studio |